# 入室駅
入室駅（イプシルえき）は、大韓民国慶尚北道慶州市にかつて存在した韓国鉄道公社東海線（旧東海南部線）の駅である。

## 歴史
- 1921年10月25日：普通駅として開業。
- 1994年1月11日：貨物取扱中止。
- 2008年12月1日：旅客取扱中止。
- 2013年11月7日：釜山鎮起点90.7kmに変更[1]。
- 2015年7月20日：無配置簡易駅に降格[2]。
- 2016年4月29日：釜山鎮起点90.0kmに変更[3]。
- 2016年12月30日：東海南部線が東海線に編入。
- 2021年12月28日：東海線複線電鉄化に伴う新設切り替えにより廃止。

## 隣の駅
韓国鉄道公社
東海線
虎渓駅 - (毛火駅) - 入室駅 - (竹東駅) - 仏国寺駅